# 天柱三
天龍座69，又名BD+76 771，HD 190960、SAO 9606、HR 7686，是天龍座的一颗恒星，视星等为6.2，位于銀經108.94，銀緯22.48，其B1900.0坐标为赤經20h 2m 25.1s，赤緯+76° 22.48′ 9″。